# Сонцов, Дмитрий Дмитриевич
Дмитрий Дмитриевич Сонцов (ок. 1845—1914) — русский коннозаводчик и писатель. Владелец крупного конного завода. Автор ряда популяризаторских книг по истории коневодства в России и садоводству.

## Биография
Учился [уточнить] вместе с Сергеем Алексеевичем Прокофьевым — отцом композитора Сергея Прокофьева. После смерти отца стал владельцем имения в Сонцовке, куда и пригласил в 1878 году управляющим С. А. Прокофьева. Сам Дмитрий Дмитриевич жил с 1870 года в родовом имении в селе Никольском Тимского уезда Курской губернии, при котором был крупный конный завод, основанный в 1860 году его отцом. Кроме этого он занимался садом; в течение 35 лет проводил в нём опыты на морозостойкость и выносливость с самыми разнообразными сортами яблонь. В саду и питомнике Д. Д. Сонцов выращивал свыше 200 летних, осенних и зимних яблонь; среди которых лично им выведенные сорта: «Ранет шампанский», «Ранет Лондонский», «Елена Прекрасная». Занимался также разведением лошадей; в 1870—1880 годах был старшим членом Императорского Московского общества любителей конского бега.
В Москве у Сонцова в Петровском парке была дача на пересечении Лазовского переулка с Санкт-Петербургским шоссе. В 1902 году он продал часть участка купцу Павлу Сергеевичу Оконишникову, который к 1905 году выстроил на нём виллу, сохранившуюся доныне. Кроме того, известно, что ему досталось владение «при сельце Петровское, Зыково тож именуемое „Бай-Бай“ <…> от опеки над личностью и имуществом умалишённой Юлии Павловны Прецехтель».
Сонцовым были опубликованы:
- Альбом пятидесятилетнего юбилея Московского Императорского общества любителей конского бега: 1834—1884. — М., 1884.[~ 3]
- Мой сад. — Курск, 1913. — 34 с.

## Семья
Отец Д. П. Сонцов (1812 — 1875) — русский нумизмат и собиратель древностей.

## Комментарии
1. ↑  Встречается написание фамилии как Солнцев и Санцов. В биографии С. С. Прокофьева И. Г. Вишневецкий употреблял вариант фамилии «Солнцев»[1].
2. ↑  Скорее всего это — его мачеха.
3. ↑  На фронтисписе «Альбома» был помещён портрет графа Алексея Григорьевича Орлова-Чесменского.